# Удувере
У́дувере (ест. Uduvere küla) — село в Естонії, у волості Ляене-Сааре повіту Сааремаа.

## Населення
Чисельність населення на 31 грудня 2011 року становила 34 особи.

## Географія
Край села проходить автошлях 79 (Упа — Лейзі).

## Історія
До 12 грудня 2014 року село входило до складу волості Каарма.

## Мистецтво
У вигаданому селі Удувере мешкав Ярні Кярна (Ернст Керн, Ärni Kärna), популярний в Естонії комічний персонаж, образ якого на радіо та телебаченні втілив артист Сулев Ниммік.